# Лех (Австрія)
Лех (нім. Lech) — містечко й громада округу Блуденц в землі Форарльберг, Австрія, яке лежить на однойменній річці Лех (див. карту нижче) на висоті 1444 м над рівнем моря і займає площу 90 км².

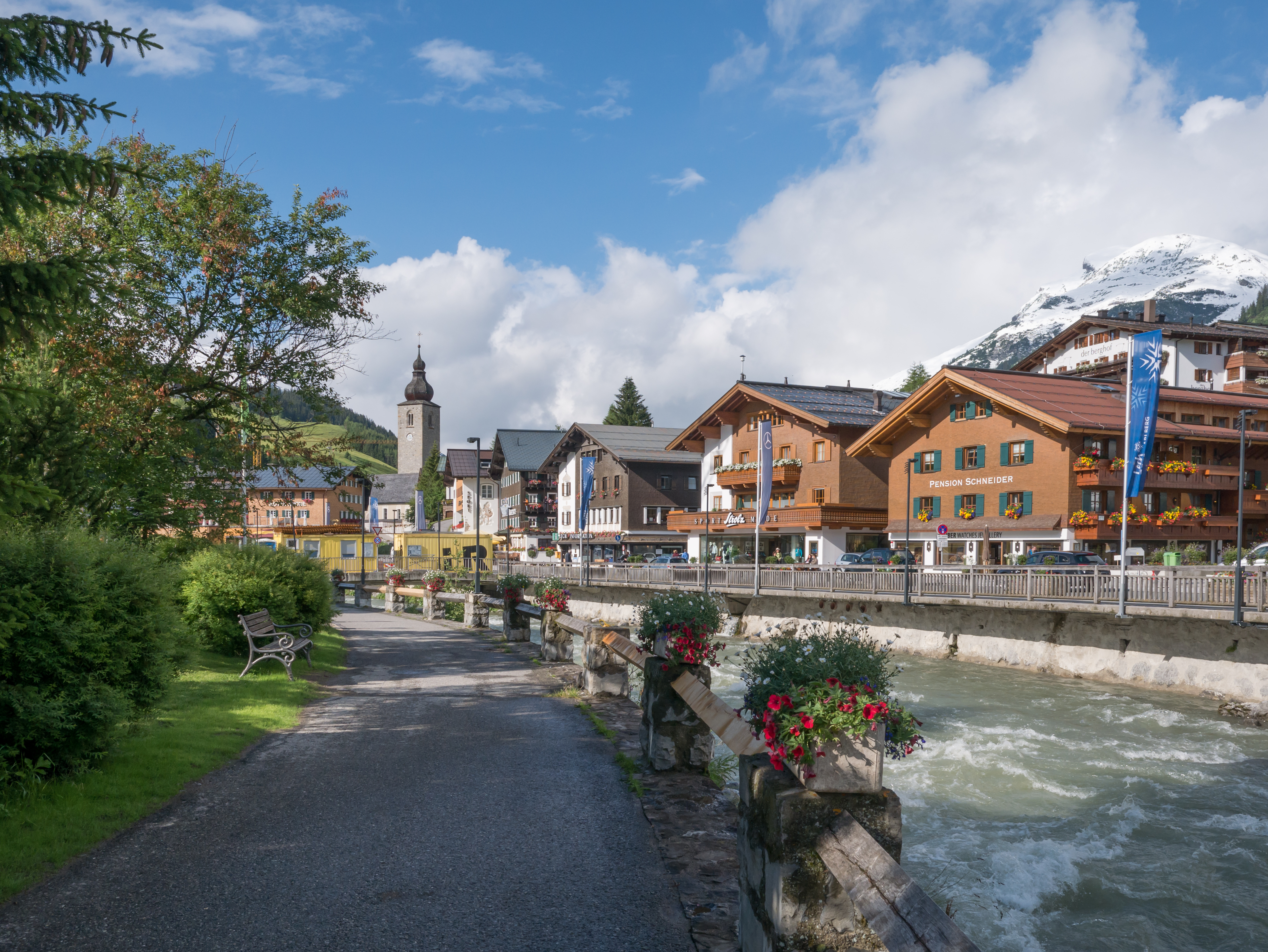
Набережна вздовж річки Лех у центрі містечка Лех. 2016

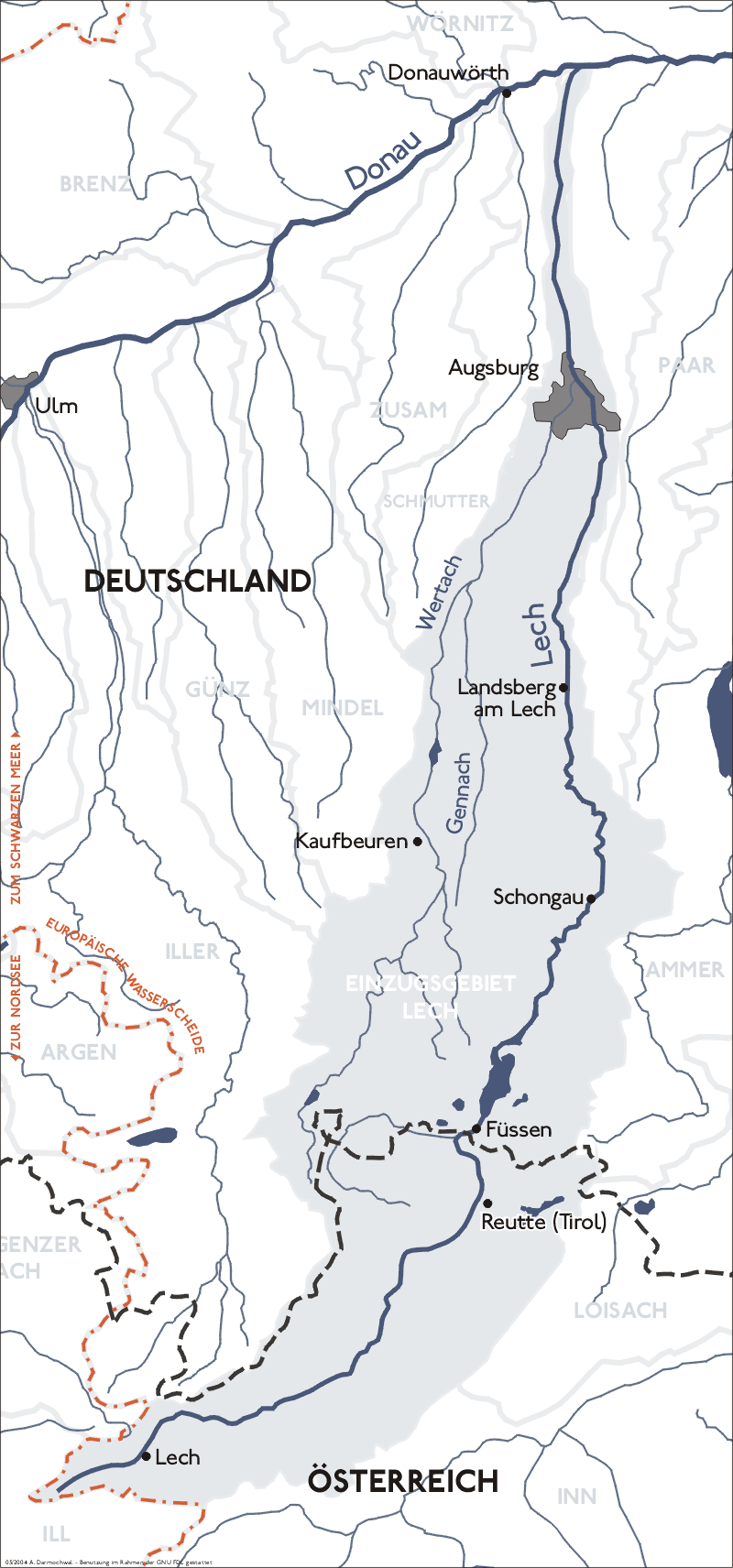
Містечко і річка Лех

Громада налічує 1636 мешканців. Густота населення 18/км².  
Округ Блуденц лежить на півдні Форальбергу і межує зі Швейцарією. Місцеве населення, як і мешканці всього Форальбергу, розмовляє алеманським діалектом німецької мови, а тому ближче до швейцарців, ніж до населення більшої частини Австрії, яке розмовляє баварсько-австрійським діалектом. Кожне містечко й сільце області має розвинуту інфраструктуру для прийому туристів і дбає про свої музеї та інші визначні місця. Громада є центром зимових видів спорту. Є залізнична станція.
|                              |
| Лех на мапі округу та землі. |

Громада має дитячий садок, початкову та середню школи.

## Демографія
Історична динаміка населення міста за даними сайту Statistik Austria